# Galium concatenatum
Galium concatenatum é uma espécie de planta com flor pertencente à família Rubiaceae. 
A autoridade científica da espécie é Coss., tendo sido publicada em Notes Pl. Crit. 38 (1849).

## Portugal
Trata-se de uma espécie presente no território português, nomeadamente em Portugal Continental.
Em termos de naturalidade é nativa da região atrás indicada.
Em Portugal Continental ocorre especificamente na província do Algarve.

## Protecção
Não se encontra protegida por legislação portuguesa ou da Comunidade Europeia.

## Citologia
O número cromossómico da fase esporofítica é 44.

## Sinónimos
Segundo a base de dados The Plant List os sinónimos são:
- Asperula pendula var. concatenata (Coss.) Pau
- Asperula pendula var. glabrescens Emb. & Maire
- Asperula pendula var. viridiflora Emb. & Maire
- Galium conglobatum Schousb. ex Ball	Synonym